# Strange Affair
Strange Affair je šestnáctým studiovým albem skupiny Wishbone Ash. Je prvním albem v jedenadvacetileté historii skupiny kde nehraje bubeník Steve Upton, který skupinu opustil během nahrávacích zkoušek. Nahradil jej Robbie France a později Ray Weston, který se skupinou zůstal až do roku 1994. K Wishbone Ash se znovu připojil v roce 1997 a nahrál s nimi několik alb, včetně Bona Fide a Clan Destiny, než znovu odešel v roce 2007.
Strange Affair je také posledním studiovým albem na kterém vystupují zakládající členové skupiny Martin Turner a Ted Turner, kteří odešli v roce 1991 a 1994.

## Seznam skladeb
1. Strange Affair – 4:19
2. Wings of Desire – 3:51
3. Renegade – 3:55
4. Dream Train – 5:00
5. Some Conversation – 4:18
6. Say You Will – 4:07
7. Rollin' – 3:56
8. You – 3:51
9. Hard Times – 3:03
10. Standing in the Rain – 5:38

## Obsazení
- Andy Powell – kytara, zpěv
- Ted Turner – kytara, zpěv
- Martin Turner – baskytara, zpěv
- Ray Weston – bicí
- Robbie France – bicí